# Krasnobrzeg, Zachodniopomorskie
Krasnobrzeg [krasˈnɔbʐɛk] là một ngôi làng thuộc khu hành chính của Gmina Szczecinek, thuộc huyện Szczecinecki, Zachodniopomorskie, ở phía tây bắc Ba Lan.
Trước năm 1945, khu vực này là một phần của Đức. Đối với lịch sử của khu vực, xem Lịch sử của Pomerania.